# Pastirci
Pastirci so kratka povest Franceta Bevka. Delo je nastalo leta 1935. Pastirci se dogajajo v tolminskem hribovju, danes pa je do tam speljana posebna pot - pot do pastirjev. Po povesti je bil leta 1973 posnet tudi istoimenski film Franceta Štiglica.

## Zgodba
Zgodba govori o treh mladih fantih in dekletu, ki že v rani mladosti postanejo pastirci in pasejo čredo ovac. Začne se ko ženejo čredo na pašo in eden izmed pastircev po imenu Ferjanč, vzame Blažetove cokle ter jih v šali vrže na drevo. To drevo je bilo last starejšega vaščana in lovca Matije. Matija je bil strog do pastirjev in tudi tokrat se je hudo razjezil in jih napel pastircem.
Na paši so si lepo uredili prostor, kjer so pekli krompir, imeli pa so tudi doma narejeno gugalnico, na kateri so preživeli veliko časa. Če so se gugali dovolj visoko, so lahko v daljavi videli mlin, za katerega je veljalo, da v njem straši. Nekega dne se Ferjanč, Blaže in Lenart ob guganju odločijo, da bodo šli v mlin. Blaže je bil od vseh najbolj prestrašen, saj mu je bil Ferjanč pripovedoval anekdote o Mlinarici, ki je živela v mlinu ter o hudiču, ki je prišel ponjo in jo odnesel, da je ni bilo več nazaj. Ferjanču je med tem ko je govoril Lenart vrgel na glavo odejo. Ferjanč se je zelo prestrašil in užaljen odšel iz mlina. Seboj je vzel staro uro, ki jo je našel v mlinu in jo pozneje na pašniku pribil na drevo.
Nekega dne so v vas prišli trije potepuhi. Ti potepuhi so zelo pritegnili Ferjanča, saj je bil že sit vsakdanje paše in si je želel potovati po svetu kot potepuhi. Ko so potepuhi sredi vasi priredili predstavo z raznimi čarovnijami, jih je Matija napodil, oni pa so se zatekli v stari mlin.
Blaže je bil že nekaj časa brez cokel, saj se nihče ni upal ponje, saj so vedeli, da bi jih Matija natepel. Nekega dne pa se Ferjanč vendarle napoti ponje. Da bi zvabil Matijo in njegovega psa stran od hiše, je oponašal lisico. Matija in njegov pes sta stekla v gozd, Ferjanč pa po cokle na drevo. Na poti nazaj na pašo je Ferjanč našel skopec, ki ga je nastavil Matija za živali. Ferjanč se je hotel maščevati Lenartu, ker mu je v mlinu vrgel na glavo odejo, zato ga je poklical pod pretvezo, da je ujel zajca. Namesto Lenarta je v gozd stekel Blaže. Ob nepazljivosti se je ujel v skopec in priprlo mu je nogo. Ferjanč je šel po pomoč k Matiji, ta pa ga je natepel za kazen, ker je oponašal lisico. Ko mu je Ferjanč v solzah povedal, kaj se je bilo zgodilo, je Matija odhitel na pomoč. Namesto Blažeta je sedaj na pašo gnala Terezka. Ferjanč in Lenart sta se nekaj časa delala norca iz nje, češ da dekleta ne ženejo na pašo.
Kmalu pa sta se Ferjanč in Terezka močno spoprijateljila. To je šlo v nos Lenartu, ki si je izmislil razne pesmice o Ferjanču in Terezki, češ da sta mož in žena. Užaljen, ker se Ferjanč ni ukvarjal z njim, se je šel Lenart v bližnjo reko kopat. Ker je Terezko skrbelo, kje se Lenart tako dolgo potika, je poslala Ferjanča naj ga poišče. Ko ga je ta našel v vodi, se mu je maščeval za pesmice tako, da je vzel njegove hlače ter jih obesil na smreko na pašniku, tako da je moral Lenart nag po hlače. V jezi je narezal Ferjančevo gugalnico, da bi strgala, ko bi se Ferjanč zagugal. Zaradi tega je imel Lenart slabo vest in tlačile so ga nočne more. Naslednje jutro je odhitel na pašo preverit, ali se je Ferjanč res ponesrečil ali je to le sanjal. Ferjanča pa ves dan ni nihče našel, saj je le-ta zbežal, saj je izgubil eno ovco in se je bal lazni. Stric Matija ga je iskal in iskal, in ga končno našel in sicer v starem mlinu, kamor se je Ferjanč zatekel. Potolažil ga je in ga prepričal, naj se vrne na pašo. Lenart in Ferjanč sta bila vesela, ko sta se zagledala. Ferjanč je od veselja stekel na gugalnico, Lenart pa se je zelo prestrašil. Gugalnica se je sicer pretrgala, a k sreči se Ferjanč ni poškodoval. Ferjanč je spoznal, da je nesrečo pripravil Lenart. Ravno ga je hotel pretepsti, ko je zazvonila ura, ki jo je bil takrat Ferjanč prinesel iz mlina. Pastirci so veseli stekli k uri. ko so si jo ogledovali so se pobotali. Sklenili so, da si bodo naredili novo gugalnico.
V zgodbi najdemo motiv revščine, kmečkega življenja in pastirskega življenja, opazimo lahko stisko otrok, ki je posledica hudih razmer, otroci so sirote, kar jim otežuje življenje.